# Artigas
Artigas er en by i den nordlige del af Uruguay, med et indbyggertal (pr. 2004) på 41.687. Byen er hovedstad i Artigas-departementet, og blev grundlagt i 1852.  
Ligesom departementet er Artigas opkaldt efter den uruguayanske nationalhelt José Gervasio Artigas.
30°28′S 56°28′V / 30.467°S 56.467°V